# Bigflo et Oli
Bigflo y Oli, a veces abreviado B&O, es un grupo de rap francés originario de Toulouse. Está compuesto por los hermanos Florian «Bigflo» y Olivio «Oli» Ordonez. Hasta la fecha han publicado cuatro álbumes de estudio, tres EPs y más de treinta sencillos, muchos de ellos certificados disco de oro por el Syndicat National de l'Édition Phonographique.

## Biografía
Bigflo y Oli, de padre argentino y madre francesa de origen argelino, nacieron en Villeneuve-sur-Lot como dice Oli en su solo Olivio, y crecieron en el barrio de Les Minimes en Toulouse, en Occitania. Recibieron desde la niñez una formación musical e instrumental sólida: Olivio estudió trompeta y Florian la batería y el piano en el Conservatorio de Música de Toulouse. Al oír J'voulais de Sully Sefil, publicado en 2001, ambos hermanos se interesaron por el rap. Tenían entonces nueve y seis años, respectivamente. Otras influencias tempranas fueron sus padres: su padre era cantante de salsa y su madre escuchaba bastantes exponentes de la chanson française (Jacques Brel, Charles Aznavour y Francis Cabrel, sobre todo).
Bigflo y Oli lanzaron su primera canción, "Château de carte", en YouTube en 2005. En un año solo consiguieron 400 visitas. Su segundo sencillo, "Fiers d'etre touloussains", fue una reivindicación a su ciudad natal. 
Los dos hermanos crecieron y continuaron escribiendo y componiendo nuevas letras, saltando rápidamente a los escenarios de la escena hip hop francesa cuando eran estudiantes de baccalauréat. Bigflo y Oli compitieron en varias batallas de freestyle rap en Toulouse y muchas veces eran quienes hacían de teloneros en conciertos. Por ejemplo, el 14 de julio de 2011 actuaron en el festival de música junto a Bruno Calicari. Han compartido también escenario con Sexion d'assaut, Orelsan e IAM.
El dúo publicó su primer álbum La Cour des grands en 2015, certificado disco de oro por el SNEP.
Su segundo álbum, titulado La Vraie Vie, fue lanzado el 23 de junio de 2017. Tres semanas después el álbum consiguió ser certificado disco de oro, disco de platino tres meses después de su salida el 18 de septiembre de 2017, doble disco de platino a inicios de diciembre de 2017 y finalmente triple disco de platino en marzo de 2018, con más de 300 000 ventas.
El tercer álbum de estudio, La Vie de rêve, fue puesto a la venta el 23 de noviembre de 2018. Fue certificado disco de oro diez días más tarde y disco de platino un mes después. Le siguieron dos EPs, Freestyles insolents y Un été quand même, en el año 2020. Tras un parón mediático de dos años, el dúo regresó con un cuarto álbum en 2022, titulado Les autres c'est nous.
Fuera del panorama musical, Bigflo y Oli han destacado por varios cameos y participaciones en películas, como en Alad'2 o Astérix et Obélix : L'Empire du Milieu, así como en el mundo del doblaje (interpretando las voces francesas de los protagonistas de la serie de animación estadounidense Apple & Onion o en el videojuego A Plague Tale: Requiem). Los dos hermanos también han ejercido como jurado en el concurso televisivo de The Voice, tanto en la edición francesa como en la belga.